# Public Welfare Medal
Die Public Welfare Medal der National Academy of Sciences in den USA wird für herausragende Beiträge der Wissenschaft zum öffentlichen Wohl vergeben. Sie wurde zuerst 1914 verliehen und wird seit 1976 jährlich vergeben.

## Preisträger
mit offiziellen Würdigungen.
- 1914 George Washington Goethals und William C. Gorgas für ihre Beiträge zum Bau des Panamakanals
- 1916 Gifford Pinchot für seine Organisation der Bewegung zum Naturschutz in den USA, Cleveland Abbe für die Organisation des Wetterdienstes in den USA
- 1917 Samuel Wesley Stratton für die Einführung von technischen Normen
- 1920 Herbert Hoover für die Anwendung der Wissenschaft in der Konservierung, Auswahl und Verteilung von Nahrungsmitteln
- 1921 Charles Wardell Stiles für die Erkennung und Bekämpfung der Hakenwurm-Erkrankung
- 1928 Charles V. Chapin für Beiträge zur Öffentlichen Gesundheitsfürsorge und administrativer Kontrolle von Krankheiten
- 1930 Stephen Mather für langjährige und herausragende Beiträge zur Entwicklung, Erhaltung und das Management des Nationalpark-Systems der USA
- 1931 Wickliffe Rose für die Organisation und Leitung des International Health Board der Rockefeller Foundation
- 1932 William Hallock Park als Leiter der Forschungslaboratorien des New York City Department of Health und für seine Führungsrolle in der Anwendung der Wissenschaft zur Bekämpfung von Krankheiten
- 1933 David Fairchild für Beiträge zur Botanik und die Einführung neuer Pflanzenarten, Sträuche und Bäume in den USA
- 1934 August Vollmer für wissenschaftliche Beiträge zur Forensik
- 1935 Frederick F. Russell (Typhus Impfung in der Armee), Hugh S. Cumming für seine Forschungen zum Gelbfieber und dessen geographische Verbreitung
- 1937 Willis R. Whitney
- 1939 J. Edgar Hoover für die Anwendung wissenschaftlicher Methoden bei der Kriminalitätsbekämpfung
- 1943 John D. Rockefeller, Jr. für seine Rolle als Mäzen der Wissenschaften
- 1945 Vannevar Bush für Beiträge zur Organisation der Militärforschung im Zweiten Weltkrieg
- 1947 Karl Taylor Compton für Beiträge zur Physik, als Universitätsadministrator und zur Organisation der Militärforschung im Zweiten Weltkrieg
- 1948 George Harrison Shull für Verbesserung der Mais-Zucht
- 1951 David E. Lilienthal für seine weise und intelligente Führungsrolle in einem kritischen Projekt in einer kritischen Zeit
- 1956 James R. Killian
- 1957 Warren Weaver
- 1958 Henry A. Moe
- 1959 James Harold Doolittle
- 1960 Alan T. Waterman
- 1962 James A. Shannon
- 1963 J. George Harrar
- 1964 Detlev Wulf Bronk
- 1966 John W. Gardner, für seine Schriften die Impulse zur Verbesserung des Unterrichts in den USA gaben
- 1969 J. Lister Hill
- 1972 Leonard Carmichael
- 1976 Emilio Q. Daddario, für sein Wirken für die Wissenschaft als Kongressabgeordneter
- 1977 Leona Baumgartner insbesondere für ihre kreative Rolle bei der Formung von Programmen zur Bevölkerungsentwicklung
- 1978 Donald A. Henderson für die internationale Kampagne zur Ausrottung der Pocken
- 1979 Cecil H. Green, Ida M. Green als Mäzene
- 1980 Walter Sullivan für populärwissenschaftliche Schriften
- 1981 Russell E. Train
- 1982 Paul Grant Rogers für Biomedizin
- 1983 Mina Rees für Beiträge zu Mathematik, Astronomie und Informatik
- 1984 Theodore Hesburgh
- 1985 Isidor Isaac Rabi für seine Arbeit zur zivilen Nutzung der Kernenergie und seine stetigen Bemühungen Wissenschaft zum Nutzen der Allgemeinheit zu bringen
- 1986 William D. Carey
- 1987 Dale R. Corson
- 1988 John E. Sawyer
- 1989 David Packard
- 1990 C. Everett Koop, für öffentliche Aufklärung bei Alkohol, Drogen, Rauchen und seine humane und wissenschaftliche Herangehensweise an das Aids-Problem
- 1991 Victor Weisskopf für seine Beiträge zu Humanisierung der Ziele der Wissenschaft, der Propagierung der Vorzüge der Kerntechnik und seine Aktivität zum Schutz vor einem Nuklearkrieg
- 1992 Philip Hauge Abelson, für die Herausgabe der Zeitschrift Science
- 1993 Jerome Wiesner für Engagement in Wissenschaftspolitik, Erziehung und nuklearer Abrüstung
- 1994 Carl Sagan für seine populärwissenschaftlichen Beiträge
- 1995 Harold Amos für Förderung von Minoritäten in Medizin und Biomedizin
- 1996 William T. Golden für seine führende Rolle in der nationalen Wissenschaftspolitik
- 1997 George W. Thorn für die Gründung und Leitung des Howard Hughes Medical Institute
- 1998 David A. Hamburg, Leitung der Carnegie Corporation
- 1999 Arnold Orville Beckman
- 2000 Gilbert F. White
- 2001 David A. Kessler, als Commissioner der Food and Drug Administration
- 2002 Norman Borlaug für die Zucht von Weizensorten und anderem Getreide
- 2003 Shirley M. Malcom für ihre Bemühungen Kindern Wissenschaft näher zu bringen
- 2004 Maurice Strong für die Leitung der Umweltkonferenzen der UN 1972 und 1992
- 2006 Norman R. Augustine
- 2007 Maxine Singer
- 2008 Norman P. Neureiter als erster Wissenschaftsberater des US-Außenministeriums
- 2009 Neal Francis Lane
- 2010 Eugenie C. Scott für ihr Wirken im National Center for Science Education und ihre Unterstützung der Lehre der Darwinschen Evolutionslehre in den Schulen
- 2011 Ismail Serageldin
- 2012 Harold Tafler Shapiro
- 2013 Bill Gates und Melinda Gates als Mäzene
- 2014 John Porter für die Förderung der biomedizinischen Forschung als Kongressabgeordneter und danach
- 2015 Neil deGrasse Tyson, für populärwissenschaftliches Wirken
- 2016 Alan Alda, für sein Wirken als Schauspieler bei der Vermittlung von Wissenschaft und bei der Weitergabe seiner Fähigkeiten an Wissenschaftler
- 2017 Jane Lubchenco, für ihre erfolgreiche Bemühungen, die Wissenschaftsgemeinde, ihre Sponsoren und die Politik zusammenzubringen, um globale Umweltveränderungen anzugehen
- 2018 Paul Farmer, Mitbegründer von Partners in Health, für seine wegweisenden Bemühungen um eine gute Gesundheitsversorgung in strukturschwachen Regionen in den USA und weltweit
- 2019 Agnes Kalibata, Präsidentin der Alliance for a Green Revolution in Africa, für ihre Leistungen bei der Modernisierung der Landwirtschaft in Ruanda und ganz Afrika
- 2020 Kathleen Hall Jamieson, Professorin an der University of Pennsylvania, für ihre Beiträge zur Erhaltung der Integrität wissenschaftlicher Fakten
- 2021 Anthony S. Fauci, Direktor des National Institute of Allergy and Infectious Diseases, für seinen Beitrag zur Bekämpfung von Infektionskrankheiten
- 2022 John P. Holdren, insbesondere für seine Tätigkeit als wissenschaftlicher Berater von Präsident Barack Obama
- 2023 Freeman A. Hrabowski, für seine Beiträge zur Transformation der amerikanischen Wissenschaftslandschaft zu zunehmender kultureller Diversität.
- 2024 Nancy Hopkins, für ihre mutige Führung, um Frauen gleiche Möglichkeiten in der Wissenschaft zu ermöglichen.
- 2025 Mary-Claire King, für ihre bahnbrechende genetische Forschung und deren transformative Anwendung auf Menschenrechte